# Diaphorus fulvifrons
Diaphorus fulvifrons är en tvåvingeart som beskrevs av Octave Parent 1939. Diaphorus fulvifrons ingår i släktet Diaphorus och familjen styltflugor. Inga underarter finns listade i Catalogue of Life.